# Maria Markesini
Maria Markesini (griechisch Μαρία Μαρκεσίνη; * um 1973 in Kefalonia) ist eine griechische Pianistin und Jazzsängerin.

## Leben und Wirken
Markesini erhielt ab dem fünften Lebensjahr Klavierunterricht. Ihre Ausbildung als klassische Pianistin begann sie mit 14 Jahren am Konservatorium von Athen und setzte sie am Rotterdams Conservatorium bei Michael Davidson und Daniel Wayenberg fort, wo sie 1993 abschloss. Sie studierte weiterhin am Königlichen Konservatorium Brüssel bei André De Groote; auch wurde sie in Meisterklassen von Lazar Berman und Zoltán Kocsis ausgebildet. Dann war sie als Konzertpianistin tätig, interessierte sich aber auch für Jazz und Improvisation.
Unmittelbar vor einem Klavierabend brach sie sich den Arm. Markesini bot dem Publikum an, ersatzweise zu singen – und zwar ein Jazzrepertoire. Nach dem Erfolg dieses Konzerts konzentrierte sie sich auf den Gesang und erhielt eine Ausbildung bei Fay Claassen. Die Künstlerin, die in den Niederlanden lebt und arbeitet, füllt dort ebenso wie in ihrer Heimat die großen Konzertsäle; sie ist auch auf dem North Sea Jazz Festival, bei der jazzahead und beim Festival Women in Jazz aufgetreten. Ihr Album Cinemapassionata mit „sirenenhaften Koloratur-Scats“ stellte sie gemeinsam mit den Klazz Brothers vor.

## Diskographische Hinweise
- The Mimis Plessas Songbook – 12 Sketches (2007)
- Kosmo featuring Richard Bona, Bert van den Brink (2009)
- Cinemapassionata (2011)
- Studio Concert feat. Klazz Brothers (2015)